# Гнезненські ворота

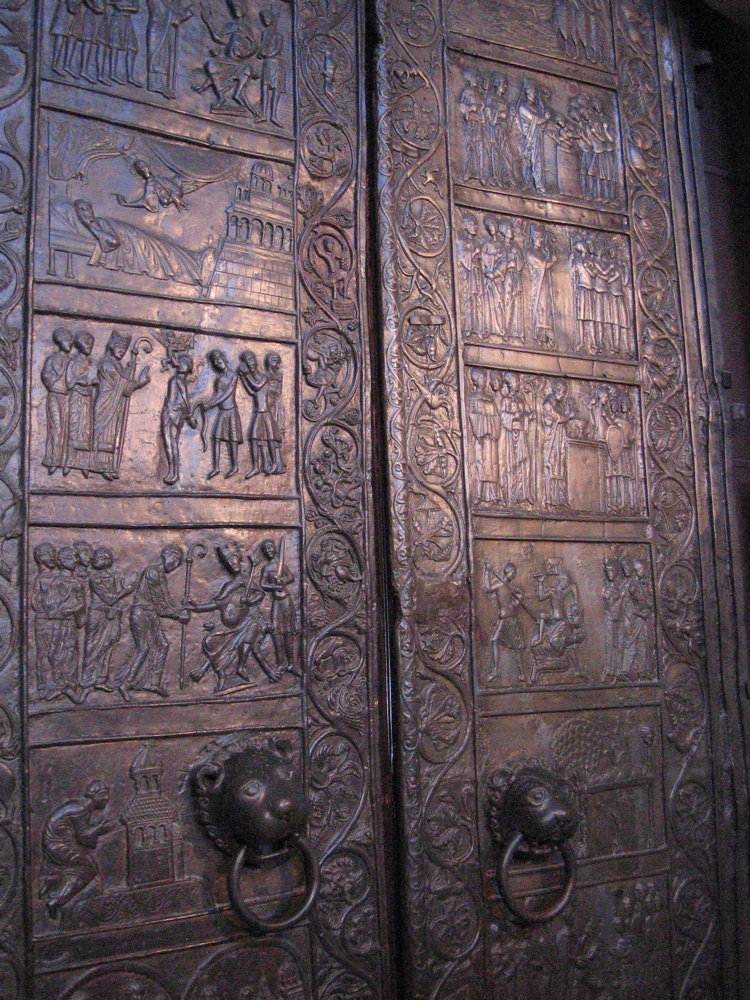
Гнезненські ворота

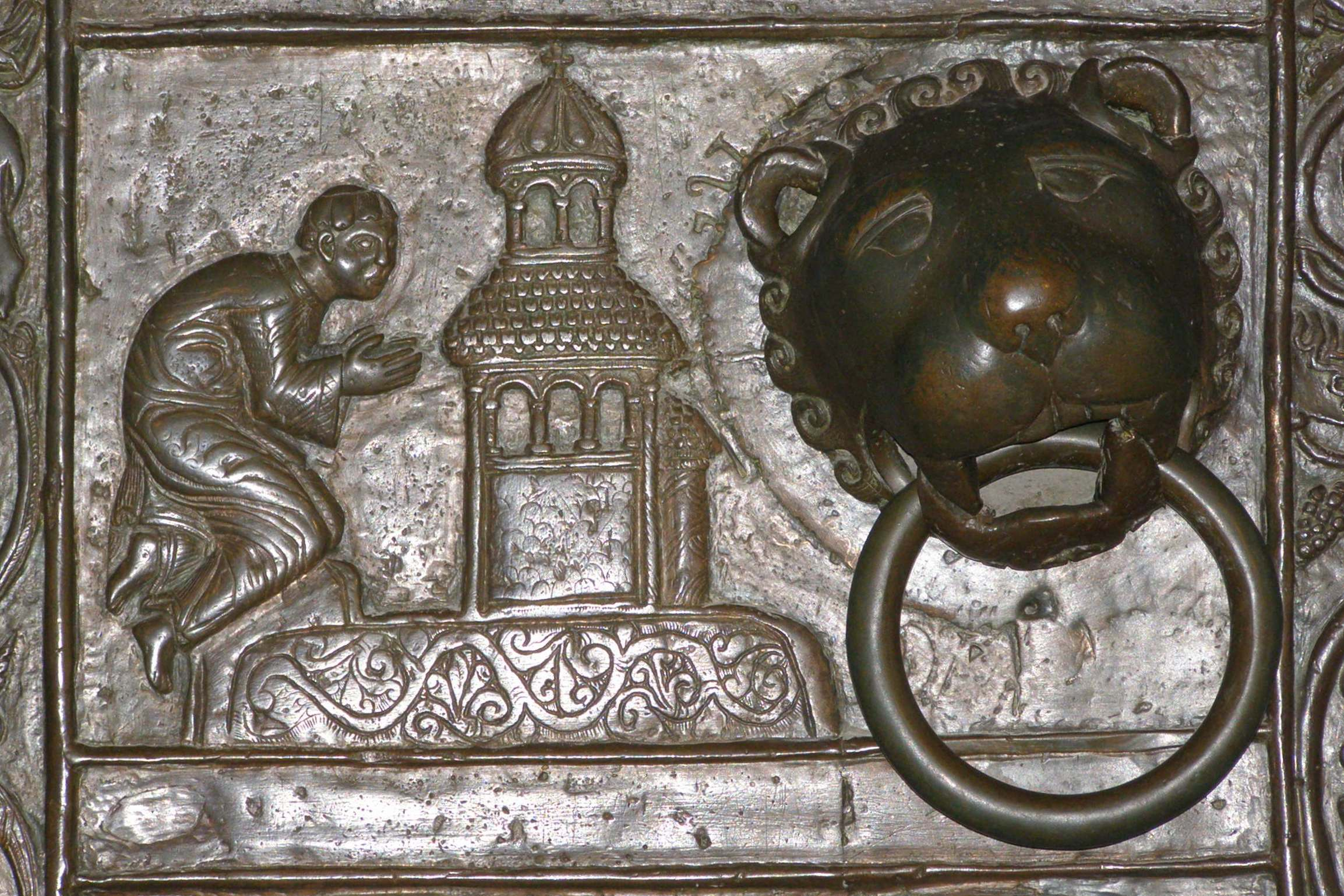
Сцена 4: Адальберт молиться перед святинею

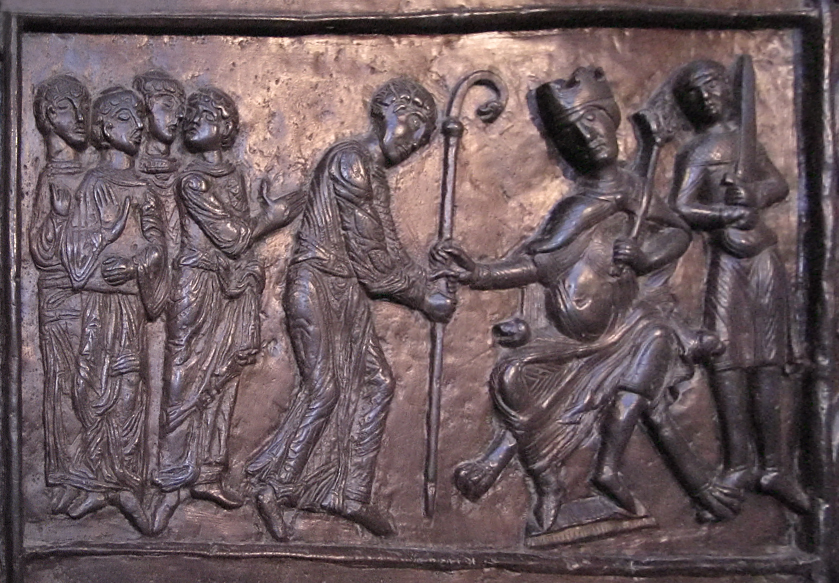
Сцена 5: Адальберт стає єпископом

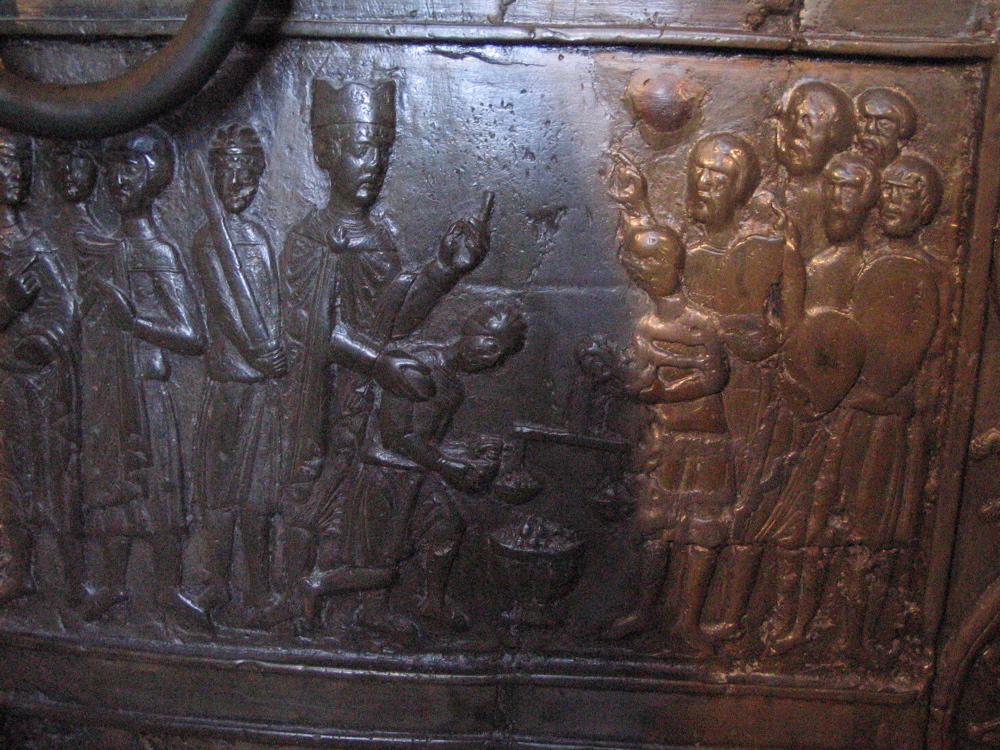
Сцена 16: Болеслав викуповує тіло Адальберта у пруссів

Гнезненські ворота (пол. Drzwi Gnieźnieńskie) — унікальна пам'ятка ливарного виробництва, двополі розпашні двері, відлиті з бронзи у XII столітті. Знаходяться у Примасовій базиліці Внебовзяття Пресвятої Діви Марії — архікафедральному костелі міста Гнезно у Польщі. На зовнішній стороні воріт зображено на вісімнадцяти рельєфах сцени з життя святого Войцеха з Праги, патрона собору.

## Історія створення
Були створені між 1160 і 1180 роками за часів панування князя Мєшка ІІІ та на замовленням Гнезненського архієпископа. Історія воріт залишається предметом суперечок істориків. Можливо, вони були відлиті в Гнезно майстрами з Маасу, або виготовлені у Гільдесгаймі, або у Магдебурзі. Вони нагадують магдебурзькі ворота з Великого Новгороду.

## Опис
Половинки дверей різного розміру: ліва — 328 x 84 см, права — 323 х 83 см. Товщина плит коливається від 1,5 до 2,5 см. Ліва створка виготовлена одним цілим куском, права — змонтована із 24 окремих частин. Половинки включають по дев'ять квадратних порталів з барельєфами фігуральних сцен, обрамлених бордюром, прикрашеним рослинним орнаментом з вплетеними постатями людей і тварин. Ручки у вигляді левових голів відлито окремо. У деяких місцях видимі є тріщини, спричинені падіннями чи ударами, також зварювання і наплавлення, що виникли під час ремонтів. Отвори для кілочків вказують на те, що металеві двері були початково закріплені до дерев'яних дверях.
Гнезненські ворота відкривалися в найбільші церковні свята, в дні коронації або урочистих в'їздів архієпископів, у випадках княжих з'їздів або візитів важливих правителів, нарешті, для похоронних ходів з нагоди смерті членів правлячої династії П'ястів. Незалежно від зміни смаків, які примушують дивитися пізніші покоління на деякі витвори мистецтва іншими очима і вважати їх застарілими, Гнезненські брами у всі періоди свого існування дуже цінувалися, охоронялися, лагодилися, переносилися при чергових перебудовах кафедрального собору. Входи, які вони прикривали, завжди носили назви, пов'язані з їх винятковими функціями, з нарядністю і святковістю металевого литва: королівські брами, золоті брами, бронзові брами.